# Vilayet di Adrianopoli
Il vilayet di Adrianopoli o vilayet di Edirne (in turco: Vilâyet-i Edirne), fu un vilayet dell'Impero ottomano, nell'area dell'attuale Turchia europea.

## Storia
Questo vilayet comprendeva territori dell'attuale Turchia europea, della parte orientale del nord della Grecia e della parte meridionale della Bulgaria. Sul finire del XIX secolo sappiamo che la città più popolosa appariva essere la capitale Adrianopoli con quasi 80.000 abitanti, seguita dai principali centri della regione come Tekirdağ (35.000), Gallipoli (25.000), Kırk Kilise (16.000), İskeçe (14.000), Çorlu (11.500), Dimetoka (10.000), Enos (8000), Gümülcine (8000) e Dedeağaç (3000). Ad est confinava con il vilayet di Istanbul, oltre che col mar Nero e col mar di Marmara, ad ovest col vilayet di Salonicco, a nord con la Bulgaria ed a sud col mar Egeo.

## Geografia antropica

### Suddivisioni amministrative
I sangiaccati del vilayet di Adrianopoli nel XIX secolo erano:
1. sangiaccato di Edirne
2. sangiaccato di Kırk Kilise
3. sangiaccato di Tekfurdağı
4. sangiaccato di Gelibolu
5. sangiaccato di Dedeağaç (tra il 1877-1912 e nel 1913)
6. sangiaccato di Gümülcine (tra il 1877-1912 e nel 1913)
7. sangiaccato di Filibe  (sino al 1878, poi divenne parte della Rumelia orientale)
8. sangiaccato di İslimiye (sino al 1878, poi divenne parte della Rumelia orientale)

## Composizione della popolazione
| Provenienza della popolazione residente (dati del 1914) |         |
| Musulmani                                               | 360.411 |
| Greci                                                   | 224.680 |
| Armeni                                                  | 19.773  |
| Ebrei                                                   | 22.515  |